# 岩野俊郎
岩野 俊郎（いわの としろう、1948年 - ）は、獣医師・福岡県北九州市にある動物園「到津の森公園」の前園長。山口県下関市出身。
1972年、日本獣医畜産大学獣医学科卒業。翌年、西日本鉄道株式会社到津遊園に就職。1997年、園長に就任。2000年、同園の閉園に伴い西鉄を退社。2002年、園の経営を引き継いだ「到津の森公園」初代園長となる。2022年、同園園長を退任。「到津の森公園名誉園長」の称号を授与される。

## 著書
- 『戦う動物園―旭山動物園と到津の森公園の物語』　（中央公論新社、2006年）　小菅正夫・島泰三との共著